# Кончевская, Надежда Владимировна
Наде́жда Влади́мировна Конче́вская (урождённая Скаря́тина; (1856—после 1920) — деятель русской эмиграции, переводчик; секретарь французского географа Элизе Реклю.

## Биография
Надежда Владимировна родилась в семье русского публициста и издателя, редактора газет «Русский листок» и «Весть» Владимира Дмитриевича Скарятина. Её мать Ольга Ростиславовна, урождённая Столбовская, была дочерью красноярского обер-полицмейстера. В 1862 году брак Скарятиных распался, и Ольга Ростиславовна вышла замуж за публициста, географа, социолога, революционера-анархиста Льва Мечникова, который стал приёмным отцом для Надежды. Поскольку Л. И. Мечников был выслан из Италии, семейство поселилось в Швейцарии. Там Надежда влилась в круг политэмигрантов, друзей приёмного отца, среди которых были А. И. Герцен, Н. П. Огарев, М. А. Бакунин.
В конце 1870-х годов Надежда вышла замуж за инженера Николая Кончевского и в 1879 году родила дочь Ольгу. Их брак был недолгим, и уже в 1884 году Надежда разошлась с первым мужем. Её приёмный отец Лев Мечников приобщил Надежду к публицистике и переводческой деятельности. После смерти в 1888 году Л. И. Мечникова Надежда Кончевская заняла его место секретаря у известного французского географа и анархиста Элизе Реклю, редактора многотомной «Всемирной географии». Впоследствии за большую работу по изданию «Всемирной географии» Н. В. Кончевская была избрана членом Российского географического общества. В 1890 году Надежда Кончевская вместе с Реклю переехала на жительство в Париж. Там возобновились старые революционные знакомства и появились новые — с В. Засулич и Г. Плехановым, позже с П. А. Кропоткиным и С. М. Кравчинским.
После переезда в 1895 году Э. Реклю в Брюссель Н. В. Кончевская осталась без средств к существованию. Основной доход давали ей переводы. В 1896 году по рекомендации профессора А. И. Чупрова она перевела для московского издателя К. Солдатёнкова «Историю французской литературы» Г. Лансона, переводила на французский язык рассказы Г. А. Мачтета, С. В. Ковалевской и другие произведения. Некоторое время Надежда Владимировна содержала пансион для русских детей в парижском местечке Бур-ля-Рен. В 1892 году Н. В. Кончевская стала женой беглого революционера Леонида Шишко. Последние годы жизни были особенно трудными для Н. В. Кончевской. Она похоронила мать, мужа и вместе с дочерью Ольгой кочевала по парижским пригородам, французским и швейцарским провинциям. Всюду жизнь оказывалась слишком дорогой. Тем не менее, в 1900 году она писала А. П. Чехову: «…я счастлива, потому что никогда не утрачивала смысла жизни и всегда находила, что пока есть кого-то любить — то и жить стоит, и глубоко убеждена, что интенсивная любовь к людям дает именно то счастье, которого никто и ничто отнять не может»
Н. В. Кончевская вела обширную переписку. Среди её адресатов — Н. В. Чайковский, Б. В. Савинков, Е. Е. Лазарев и другие. Незадолго до смерти она передала сохранённый ею архив своего приёмного отца Льва Мечникова в Русский заграничный исторический архив в Праге. Ныне эти документы находятся в ГА РФ.
Точная дата смерти Н. В. Кончевской неизвестна.

## Переводы
- Баден-Пауэлл, Генри. Происхождение и развитие деревенских общин в Индии; Пер. с англ. Н. Кончевской. — Москва : типо-лит. т-ва И. Н. Кушнерев и К°, 1900. — 171 с.
- Верхарн Э. Окровавленная Бельгия; Авториз. пер. с фр. Н. Кончевской [с предисл. авт. к рус. изд.] ; Стихи пер. Макс. Волошиным. — Москва : т-во скоропеч. А. А. Левенсон, 1916. — 148, [1] с. ; 21.
- Гобсон, Дж. А. Общественные идеалы Рескина : (John Ruskin social reformer); Ред. Д. Протопопова; Пер. с англ. Н. Кончевской и В. Либина. — Санкт-Петербург : Знание, 1899. — [237] с.
- Кинг Б. История объединения Италии; Пер. с англ. Н. Кончевской, со вступ. ст. авт. для рус. изд. Т. 1. — Москва : С. Скирмунт, 1901. — 21 с.
- Олар А. Политическая история французской революции. Происхождение и развитие демократии и республики (1789—1804); пер. с фр. Н. Кончевской. — Москва : Издание С. Скирмунта, 1902 (Типо-литография товарищества И. Н. Кушнерев и К). — XI, VII, 952 с.
- Сатерленд А. Происхождение и развитие нравственного инстинкта; Пер. с англ. Н. Кончевской. — Санкт-Петербург : Ф. Павленков, 1900. — [2], VI с., 816 с.
- Фулье А. Психология французского народа; Пер. с фр. Н. Кончевской. — Санкт-Петербург : Ф. Павленков, 1899. — [4], 310, II с.; 20.
- Эсмен А. Основные начала государственного права; Пер. с фр. Н. Кончевской, под ред. и с предисл. М. М. Ковалевского. Т. [1]-2. — Москва : К. Т. Солдатенков, 1898—1899. — 2 т.; 22.